# Phukot
Phukot (nep. फुकोट) – gaun wikas samiti w zachodniej części Nepalu w strefie Karnali w dystrykcie Kalikot. Według nepalskiego spisu powszechnego z 2011 roku liczył on 897 gospodarstw domowych i 5334 mieszkańców (2724 kobiety i 2610 mężczyzn).